# Die Meere rufen
Die Meere rufen ist ein deutscher Spielfilm der DEFA von Eduard Kubat aus dem Jahr 1951.

## Handlung
Ernst Reinhardt und Franz Nölte leben im Mai 1948 mit ihren Familien als Heimatvertriebene in Mecklenburg. Beide sind Fischer und wollen endlich wieder in ihrem Beruf arbeiten, weshalb sie an die Ostsee nach Wulkow fahren, um sich in der dort neu gegründeten Ostsee-Fischerei, einem volkseigenen Betrieb, zu bewerben. Als Nölte die Zustände im nicht aufgeräumten Hafen sieht und auch der ortsansässige Gastwirt sich negativ über den Fischereibetrieb äußert, nimmt er Abstand von seinem Vorhaben und beschließt, mit seiner Familie in die amerikanische Besatzungszone nach Bremerhaven zu ziehen. Reinhardt bewirbt sich dennoch beim Direktor Stüber, der für ihn und seine Familie Arbeit hat, jedoch hat der Betrieb bisher noch keine Kutter, auf denen er zum Fischfang ausfahren kann. Bis dahin kann er aber auf dem Boot eines Privatfischers mitfahren und somit die Zeit bis zum Eintreffen der bestellten Kutter überbrücken. Er bekommt auch gleich einen Fragebogen mitgeschickt, den er zu Hause ausfüllt, jedoch verschweigt er hier auf Anraten seiner Frau seine Mitgliedschaft in der NSDAP.
Einige Monate später, Nölte und seine Familie haben in Bremerhaven Fuß gefasst, kommen in Wulkow die ersten 12 Kutter aus der Stralsunder Werft an und werden an die dafür vorgesehenen Schiffsführer übergeben. Nur Ernst Reinhardt bekommt keinen ab, dafür aber am nächsten Tag das Angebot, als Leiter der Abteilung Fischfang für den gesamten Betriebsablauf im Hafen zuständig zu sein. Die Zweifel, die in ihm wegen seiner falschen Aussage im Fragebogen kommen, werden wiederum von seiner Frau zerstreut. Ihr Sohn Walter Reinhardt, der mit Käthe Flemming befreundet ist, die bisher als Netzarbeiterin beschäftigt war und jetzt in die Verwaltung aufsteigt, besucht ein Studium an der Seefahrtsschule Wustrow. Die Tochter Gisela Reinhardt, die weiterhin in der Netzfertigung arbeitet, ist in Hans Freese, der ebenfalls in Wustrow studiert verliebt, was auf Gegenseitigkeit beruht.
In der Familie Nölte in Wilhelmshaven hängt der Haussegen schief, denn die Tochter Inge hat keine Lust im Haushalt zu helfen und kommt erst am frühen Morgen nach Hause, was ihren Vater sehr erzürnt. Um diesem Ärger aus dem Weg zu gehen, sucht sie sich ein Zimmer zur Untermiete. Aber auch mit dem Verkauf der gefangenen Fische gibt es Probleme, denn bei den Auktionen bekommen Nölte und viele seiner Kollegen keinen vernünftigen Preis mehr ausgehandelt, da viele ausländische Fischer ihre Ware zu Niedrigpreisen anbieten. So kommt es dazu, dass einige der Fischer, so auch Nölte, in den Osten nach Wulkow fahren, um dort ihren Fang zu guten Preisen zu verkaufen. Gleich bei der ersten Fahrt besucht der Sohn Heinz Nölte seine Freundin aus Kindertagen Gisela Reinhardt an ihrem Arbeitsplatz auf dem Netzboden und verabredet sich für den Abend zum Tanz. Hier macht er Gisela neugierig auf Bremerhaven und auf seine Schwester Inge, die eine feine Dame geworden sein soll und verspricht ihr, sie auf dem Kutter seines Vaters heimlich mitzunehmen. In Bremerhaven verlässt Gisela das Schiff und macht sich auf den Weg zu Inges Wohnung, die sie aber dort nicht findet, sondern in einem Tanzlokal, in dem sie gegen Bezahlung als Taxi-Girl arbeitet. An ihrem Tisch findet sich auch sofort ein Verehrer ein, der Gisela mit nach Hause nehmen will, was sie aber ablehnt.
Ernst Reinhard bekommt sofort ein paar Tage Urlaub, um seine Tochter aus Wilhelmshaven zurückzuholen, nachdem sich herausstellte, dass sie auf Nöltes Boot Wulkow verlassen hat. Er fährt sofort zu Franz Nölte und findet mit ihm gemeinsam seine Tochter, die er sofort mit in sein Hotelzimmer nimmt. Am nächsten Tag ist er zur Erledigung seiner Anmeldeformalitäten in der Stadtverwaltung und wird dort in ein Zimmer gerufen, in dem bereits Angehörige des amerikanischen Geheimdienstes auf ihn warten. Diese sind bestens über die Person Ernst Reinhardt informiert auch darüber, dass er Erkundungen über die Fischer einholen soll, die sich beworben haben, in Zukunft in Wulkow zu arbeiten und erpressen ihn mit dem Wissen über die falsche Angabe der Parteizugehörigkeit in seiner Personalakte. Seine Aufgabe soll darin bestehen, die Konstruktionsunterlagen für die in Wulkow verwendeten Kutter und die Pläne über den Ausbau der gesamten ostdeutschen Fischerei einem Kurier zu übergeben, wofür ihm auch eine gute Bezahlung angeboten wird.
Wieder zurück in Wulkow findet Ernst Reinhardt eines Tages einen anonymen Brief auf seinem Schreibtisch vor, in dem ihm mitgeteilt wird, dass er demnächst die von den Amerikanern geforderten Unterlagen übergeben soll. Obwohl seine Frau ihn nach seiner Rückkehr aus Bremerhaven überredete, keinem von den dortigen Erlebnissen zu erzählen, ist er jetzt bereit, sich dem Direktor Stüber zu offenbaren. Zur gleichen Zeit sitzt Franz Nölte beim Personalchef Kurt Schöller um sich in der Ostsee-Fischerei zu bewerben, dabei erzählt er auch, dass er, genau wie Ernst Reinhard, Mitglied der NSDAP war, wodurch Schöller und Stüber von der Fälschung der Personalakte erfahren. Da sich aber Reinhardt fast zeitgleich bei ihnen meldet und ihnen die ganze Geschichte mit den Amerikanern erzählt, gewinnt er ihr Vertrauen zurück. Sie melden den Vorgang der Volkspolizei, die auch sofort mit der weiteren Bearbeitung des Falles beginnt, so ist sie auch schon dabei, als die Unterlagen dem Kurier in der Gaststätte Pascholle übergeben werden sollen. Hier setzt sich der Kollege Schweikert aus der Personalabteilung zu ihm und klärt ihn auf, dass er der erwartete Bote ist. Beim Verlassen der Gaststätte spricht Schweikert noch mit Pascholle, der auch ein Mitglied der Agentenorganisation ist und verlangt von ihm so schnell wie möglich in den Westen gebracht zu werden. Natürlich stehen beide ab diesen Moment unter polizeilicher Beobachtung. Am nächsten Morgen steigt Schweikert mit den Unterlagen auf einen Kutter, der ihn nach Bremerhaven bringen soll, jedoch wird das Boot von einem Schnellboot der Grenzpolizei verfolgt, so dass er an Bord verhaftet werden kann. Den Gastwirt Pascholle ereilt am frühen Morgen in seiner Wohnung das gleiche Schicksal.

## Produktion und Veröffentlichung
Die Meere rufen wurde als Schwarzweißfilm im Studio Babelsberg gedreht, die Außenaufnahmen entstanden in Sassnitz. Das Szenarium stammt von Jan Petersen und für die Dramaturgie war Marieluise Steinhauer verantwortlich. Die Bauten schuf Artur Günther, die Produktionsleitung übernahm Richard Brandt.
Der Film hatte am 14. Dezember 1951 in den Berliner Kinos Babylon sowie DEFA-Filmtheater Kastanienallee eine Doppelpremiere. Die Erstausstrahlung im Offiziellen Versuchsprogramm des Fernsehzentrums Berlin erfolgte am 12. August 1955.

## Kritik
Horst J. Nachtweih meinte in der Neuen Zeit:

„Der Film stützt sich hauptsächlich auf Außenaufnahmen, wobei das nasse Element für die seeuntüchtigen Filmleute eine ungewohnte Atmosphäre war. Das entschuldigt aber keineswegs die bei manchen Einstellungen nicht einwandfreie Schauspielerführung. Hier wurden Gestalten verlangt die das Leben kennen und es auch verstehen, haushohe Schwierigkeiten zu überwinden. Selbst bei dem „ollen Filmhasen und Seebären“ Hans Klering wurde man zeitweilig das Gefühl nicht los, als ob er mit seiner Rolle nicht recht etwas anzufangen wußte.“

Hans Ulrich Eylau äußerte sich in der Berliner Zeitung wie folgt:

„Ein Film im ganzen also, der ohne ehrgeizige künstlerische Ansprüche unterhält und im übrigen Belehrung und wertvolles Wissen vermittelt. Gute Gebrauchskost für den Alltag. Auf ein Produkt unserer Spitzenklasse warten wir weiter.“

Herman Müller schrieb im Neuen Deutschland:

„Die Grundlage eines realistischen Filmes muß aber immer die überzeugende Darstellung der entscheidenden gesellschaftlichen Kräfte sein. Statt dessen ist eine Reihe von Begebenheiten geschickt aneinandergereiht. Vor lauter Tüfteleien wurde dabei sogar das Meer vergessen. Es führt eine photographisch kümmerliche Existenz am Rande. Bei einem Film mit diesem Titel immerhin erstaunlich.“

Das Lexikon des internationalen Films beschreibt den Inhalt als Aufbaufilm der DDR ohne  künstlerisches Niveau, aber mit einem klaren ideologischen Ziel. Er dient jedoch als Musterbeispiel des sozialistischen Realismus mit spätstalinistischer Prägung und ist von zeitdokumentarischem Wert.